# 十八点协议
十八点协议是一个1963年成立马来西亚联邦谈判前由由砂拉越所提交的一分含有18个重点的協議。此協議是参考砂拉越白人拉惹统治之九大基本原则，既1941年砂拉越憲法。
一个以卡梅伦·科博德（Cameron Cobbold）为首的科博德委员会被任命协助草拟1963年马来西亚协定。其中，马来亚联合邦的代表为副首相敦阿都拉萨。北婆罗洲也提交了一分相似的备忘录——二十点协议。

## 協議要點列表[4][5]

### 第一點：宗教
在聯邦憲法下，伊斯蘭教是聯邦的官方宗教，但相同條款不適用於砂拉越。砂拉越不應該有任何官方宗教，並且所有歸納在馬來亞憲法中有關伊斯蘭教的法規不許在砂拉越實行。

### 第二點：語言
- 馬來语作為馬來西亞聯邦官方語言。
- 英语作為砂拉越邦的官方語言

### 第三點：憲法
虽然承认现行马来亚联邦宪法应构成马来西亚宪法的基础，但马来西亚宪法应是根据各州自由联合起草和商定的全新文件，而不应是一系列不同州在完全不同的情况下起草和同意的宪法修正案。砂拉越邦的新宪法当然是必不可少的。

### 第四點：聯邦最高元首
砂拉越元首無權角逐聯邦最高元首一職。

### 第五點：砂拉越名稱
“馬來西亞砂拉越邦”

### 第六點：移民事务
控制从外部进入马来西亚任何地区的移民应由联邦政府负责，但进入砂拉越也应获得砂拉越政府的批准。除非出于严格的安全理由，否则联邦政府不应否决出于政府目的的人员进入砂拉越。砂拉越应该不受约束地控制除中央政府雇员以外的人员从马来西亚其他地区进入砂拉越的行动。

### 第七點：退出權力
砂拉越應無權從聯邦退离出去。

### 第八點：婆羅洲本土化
應加速砂拉越公共服務系統的本土化。

### 第九點：英國官員
盡量鼓勵英籍官員留任直到有適當砂拉越人選可以取代時為止。

### 第十點：公民權
Cobbold 委员会报告书第 148(k) 段的建议应规管砂拉越联邦的公民权，但须作以下修正：
a) (i) 分段不应包含关于五年居留的条件
b) 为了配合我们的法律，第 (ii)(a) 小段应改为“7 out of 10 years”而不是“8 out of 10 years”
c）第（iii）分段不应包含任何与父母公民身份相关的限制——在马来西亚之后在砂拉越出生的人必须是联邦公民。

### 第十一點：稅收和金融
砂拉越应保留对自己的财政、发展和关税的控制权，并应有权自行征税和凭自己的信用筹集贷款。

### 第十二點：政府
a) 砂拉越总理应由内阁里议会的正式成员选举产生
b) 砂拉越应该有一个适当的部长制度。

### 第十三點：轉型時期
在加入馬來西亞的十年過渡期內，砂拉越之立法權力將由砂憲法賦予，聯邦政府完全无權力插手。

### 第十四点: 教育与卫生
砂拉越现有的教育与卫生系统应该得到维持，因此它应该在砂拉越的控制之下。

### 第十五點：保護憲法
未經過砂拉越政府的同意，联邦政府無權修改或撤消聯邦憲法內保護砂人民與政府的條款。

### 第十六點：聯邦國會的代表
聯邦國會的代表不僅僅應取決於砂拉越邦人口但也必須取決於邦的面積，國會代表的人數亦不可少過北婆罗及新加坡代表的數量。

### 第十七點：砂元首名稱
砂拉越元首

### 第十八點：土地、森林、當地政府和其他
聯邦憲法規定之國家土地局權力並不適用於砂拉越。同樣地砂拉越亦不屬地方政府委員會的權力範圍內

## 扩展阅读
- Allen, J. de V.; Stockwell, Anthony J. Wright., Leigh R. , 编. . Oceana Pubns. 1980. ISBN 978-0379007817.
- An Agreement Forged and Forgotten, Borneo Post （页面存档备份，存于）
- The 18 Point Agreement Revisited, Borneo Post （页面存档备份，存于）